# Naissance en 934
Naissance
- 930
- 931
- 932
- 933
- 934
- 935
- 936
- 937
- 938

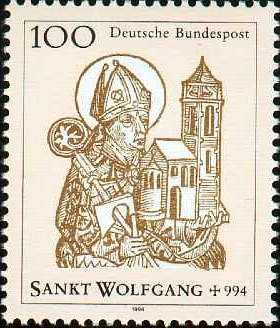
Wolfgang de Ratisbonne, né en 934.

Cette page dresse une liste de personnalités nées au cours de  l'année 934 :
- Amoghavarsha III (en), empereur Rashtrakuta.
- Wolfgang de Ratisbonne, évêque de Ratisbonne en Bavière.

date incertaine (vers 934)
- Muhammad ibn Hani, poète arabe ismaélien, panégyriste du calife fatimide al-Mu'izz.
- Dong Yuan, peintre chinois.

## Crédit d'auteurs
- Cet article est partiellement ou en totalité issu de l'article intitulé « 934 » (voir la liste des auteurs).